# Charles Booth

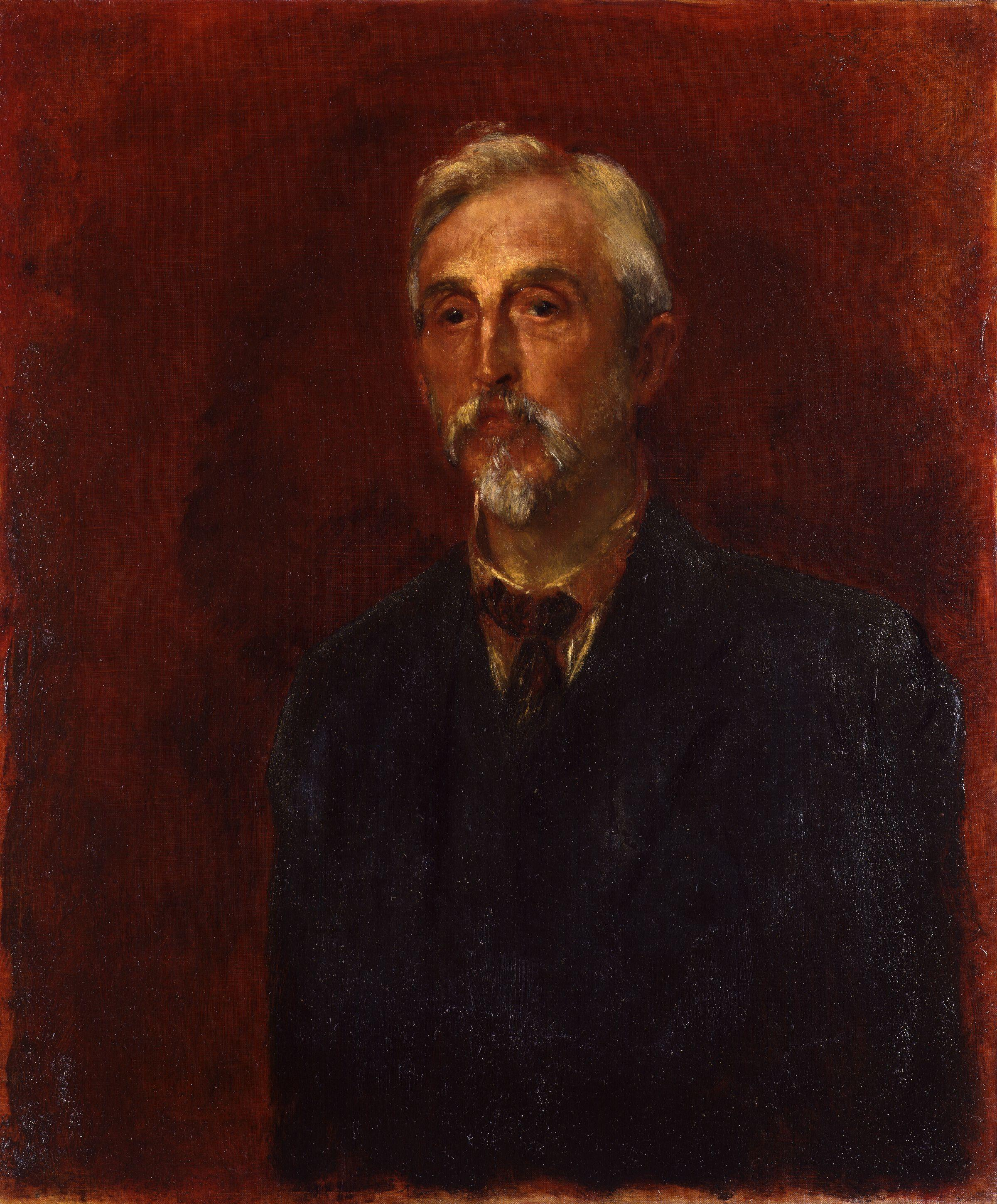
Charles Booth

Charles Booth (ur. 30 marca 1840 w Liverpoolu, zm. 23 listopada 1916 w Whitwick) – brytyjski reformator społeczny, pionier badań społecznych, filantrop i działacz społeczny. Autor pierwszego opracowania naukowego dotyczącego warunków życia i pracy ludności miejskiej, które stały się wzorem dla późniejszych badań tego typu, obecnie znanych jako tzw. social survey.
Booth zbadał i opisał pracę i życie mieszkańców Londynu, a wyniki swoich badań opublikował w kilkunastu tomach. Jego celem było dostarczenie parlamentowi brytyjskiemu danych faktograficznych pomocnych w działalności reformatorskiej i ustawodawczej.
Prace Charlesa Bootha w Anglii oraz Frédérica Le Playa we Francji miały poważny wpływ na kształtowanie się metod badawczych w socjologii, chociaż badacze ci nie mieli wykształcenia socjologicznego. Ich celem było rozwiązywanie praktycznych kwestii społecznych.
W swoich badaniach Booth zbierał oraz interpretował obszerne dane statystyczne, dotyczące między innymi poziomu ubóstwa czy przestępczości. W latach 1892–1894 pełnił funkcję przewodniczącego The Royal Statistical Society.
Dzięki jego działalności przyspieszono uchwalenie ustawy emerytalnej w 1908.